# SS-Sturmbrigade Dirlewanger

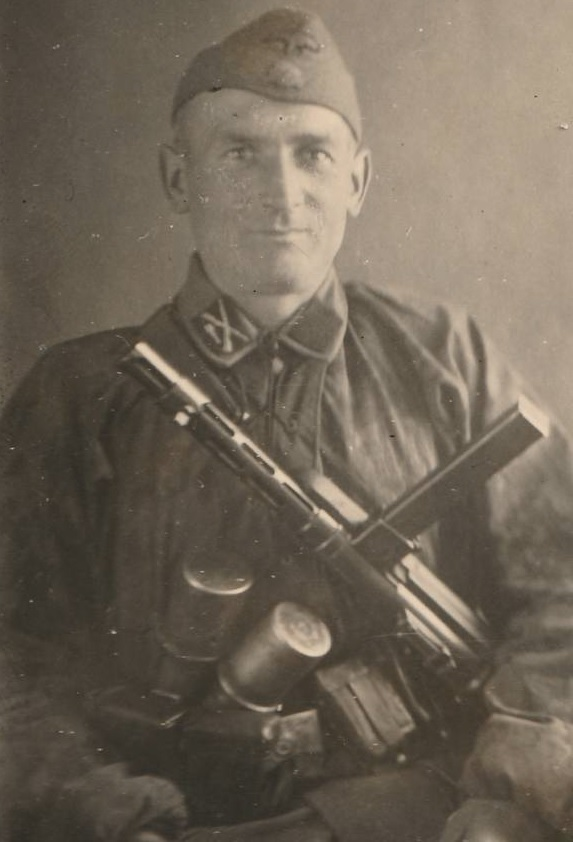
Fotografie SS Man. Johannes Karl

SS-Sturmbrigade Dirlewanger byla speciální jednotka SS složená z trestanců. Specializovali se na boj proti partyzánům v horských oblastech.
Byla zřízena na jaře 1940 rozhodnutím Adolfa Hitlera a Heinricha Himmlera. Chtěli tak využít údajných schopností trestanců, zejména dovedností střeleckých. Byli nasazeni zejména pro boj proti partyzánům. Bylo vybráno asi padesát mužů, kteří se podrobili intenzivnímu dvouměsíčnímu výcviku v Oranienburgu. Tato jednotka byla základem pro pozdější 36. granátnickou divizi SS.
Velitelem jednotky se stal SS-Hauptsturmführer Dr. Oskar Dirlewanger, od něhož jednotka získala svůj název. Dirlewanger byl veteránem z první světové války, kde sloužil v německé armádě jako kulometčík. Patřil k aktivním členům NSDAP, přihlásil se i do SA. Pro sexuální skandály byl vyloučen z SA, ale později byl díky vlivným známostem přijat do SS.
V září 1940 se Dirlewanger se svojí jednotkou přesunul do Lublinského distriktu v Generálním gouvernementu a podléhal veliteli SS a policie v Lublinu SS-Brigadeführerovi Odilovi Globocnikovi. Měl na starosti poddůstojníky Waffen-SS odsouzené za menší přestupky a také několik pytláků. Na podzim 1940 čítala jednotka asi 80 mužů.

## Masakr civilistů v Bělorusku
Příslušníci Dirlewangerova komanda se podíleli na popravování partyzánů v Bělorusku v listopadu 1942. V Bělorusku komando působilo od února 1942 do června 1944. Zde si vysloužilo pověst údajně nejkrutější jednotky. Velitelem byl vyšší velitel SS a policie v oblasti Rusko-Střed, SS-Obergruppenführer Erich von dem Bach-Zelewski. Koncem roku 1942 čítal oddíl 750 mužů a byl vybaven dělostřeleckou technikou a automobily.
Při rozmachu partyzánského hnutí v Bělorusku byli nasazováni do horských oblastí, nebrali zajatce a vraždili veškeré obyvatelstvo dobytých vesnic. Podle odhadů mají na svědomí 30 000 lidí, většinou civilistů bez jakéhokoli napojení na partyzánské oddíly. V červnu 1943 byl oddíl posílen o 300 mužů z koncentračných táborů Dachau, Sachsenhausen a Mauthausen. Byly zde rovněž zařazeny různé kriminální živly. Brigáda byla zapojena také do protipartyzánských operací probíhajících v Bělorusku jako byly Hornung, Cottbus a Svátky jara.

## Útok na Varšavu
Jednotka byla v srpnu 1944 přesunuta k potlačení varšavského povstání. Oskar Dirlewanger byl v říjnu 1944 za příkladné vedení boje v ulicích Varšavy povýšen do hodnosti SS-Oberführera a dokonce mu byl udělen Rytířský kříž. Po skončení bojů o Varšavu se jednotka rozrostla na 4 000 mužů a získala oficiální název SS-Sturmbrigade Dirlewanger. V říjnu 1944 byla převelena na Slovensko, kde se účastnila závěrečné fáze potlačení Slovenského národního povstání. Účastníky těchto bojů vyznamenal 31. října 1944 Jozef Tiso. Na Slovensku brigáda působila do prosince 1944. Byla nakonec stažena do Maďarska, kde měla čelit spolu s německými jednotkami sovětské ofenzivě.
Koncem roku 1944 dosáhla brigáda počtu 6 000 mužů, Himmler ji v únoru 1945 transformoval na 36. granátnickou divizi Waffen-SS. Po Dirlewangerově zranění v boji 15. února 1945 vedení divize převzal SS-Brigadeführer Fritz Schmedes, který stál v jejím čele až do dubna 1945, kdy ji jihovýchodně od Berlína zničila sovětská armáda. Dirlewanger, v té době již v civilu, se pokoušel ukrývat v jižním Německu, ale Spojenci jej zajali a začátkem června 1945 jej francouzští spojenečtí vojáci umístili do zajateckého tábora v Altshausenu. Zde přítomní polští strážní chtěli na Dirlewangerovi vykonat pomstu a bili jej každý den, dokud neztratil vědomí. V noci ze 4. na 5. června byl zabit v cele.